# Acromitus flagellatus
Acromitus flagellatus is een schijfkwal uit de familie Catostylidae. De kwal komt uit het geslacht Acromitus. Acromitus flagellatus werd voor het eerst wetenschappelijk beschreven door Haeckel. 